# Calephelis yucatana
Calephelis yucatana är en fjärilsart som beskrevs av Mcalpine 1971. Calephelis yucatana ingår i släktet Calephelis och familjen Riodinidae. Inga underarter finns listade i Catalogue of Life.